# ميلان ميتروفيتش
ميلان ميتروفيتش (بالصربية: Милан Митровић)‏ هو لاعب كرة قدم صربي في مركزي قلب الدفاع والدفاع، ولد في 2 يوليو 1988 في Prokuplje ‏ في صربيا. لعب مع راد بيوغراد ومرسين إيدمانيوردو.

## وصلات خارجية
- ميلان ميتروفيتش على موقع الاتحاد الأوربي (الإنجليزية)
- ميلان ميتروفيتش على موقع اتحاد تركيا (لاعب) (الإنجليزية)
- ميلان ميتروفيتش على موقع قاعدة بيانات كرة القدم.إي يو (الإنجليزية)
- ميلان ميتروفيتش على موقع Soccerway.com (الإنجليزية)
- ميلان ميتروفيتش على موقع عالم كرة القدم.نت (الإنجليزية)